# Jeu de tir

GIF venant d'un jeu de tir

Un jeu de tir est un type de jeu vidéo dans lequel le joueur doit tirer sur des ennemis ou des objets à l'aide d'une ou plusieurs armes.

## Genres de jeux de tir
- Tir au pistolet optique
- Shoot 'em up
  - Bullet hell
  - Rail shooter
  - Shooting gallery
- Jeu de tir à la première personne
  - MMOFPS
- Jeu de tir à la troisième personne
- Jeu de tir tactique
- Battle royale